# Vittorio Hösle
Vittorio Hösle (alemão: [ˈhøːslə] (Milão, 25 de junho de 1960) é um filósofo italiano com cidadania alemã e norte-americana. Ocupa a Cadeira Paul G. Kimball de Artes e Letras no Departamento de Línguas e Literaturas Russa e Alemã e é professor adjunto de Filosofia e Ciência Política na Universidade de Notre Dame. Foi professor da Universidade de Duisburg-Essen. Dentre seus trabalhos, destacam-se O sistema de Hegel (Hegels System, 1987), Filosofia da crise ecológica (Philosophie der ökologischen Krise, 1991); Moral e política (Moral und Politik, 1997); Deus como razão: ensaios sobre teologia filosófica (God as Reason, 2013); e Forças centrífugas globais (Globale Fliehkräfte, 2019, 3a edição de 2021).

## Carreira acadêmica
Já lecionou em Essen e, atualmente, é professor nos Estados Unidos, na Universidade de Notre Dame em South Bend, Indiana. Ele é professor nos departamentos de Literatura Russa e Alemã; Filosofia e Ciência Política. Entre 2008 e 2013, foi diretor e fundador do Instituto Notre Dame de Estudos Avançados. Hösle defendeu seu doutorado, Wahrheit und Geschicte: Studien zur Struktur der Philosophiegeschichte unter paradigmatischer Analyse der Entwicklung von Parmenides bis Platon. (Verdade e História: estudos sobre a estrutura da história da filosofia sob a análise paradigmática do desenvolvimento de Parmênides a Platão) com 21 anos, e defendeu sua tese de habilitação com 25 anos, que resultou na obra O Sistema de Hegel. Ambos trabalhos foram defendidos na Universidade Karl Eberhard, em Tübingen.)
Hösle já escreveu ou editou mais de 45 livros, muitos dos quais traduzidos para diversas línguas, inclusive coreano e russo. Já escreveu mais de 147 artigos, tendo traduzido a obra Scienza Nuova de Giambattista Vico para o alemão. Em 6 de agosto de 2013, o Papa Francisco o indicou membro ordinário da Pontifícia Academia das Ciências Sociais.
O filósofo consegue ler pelo menos dezessete línguas diferentes, entre as quais o alemão, italiano, inglês, espanhol, russo, norueguês, francês; com conhecimento passivo de latim, grego, sânscrito, pali, português, catalão, grego moderno, sueco e dinamarquês.
O pensamento de Hösle é marcado por sua defesa de um idealismo objetivo como a melhor forma de filosofia, o que significa que é possível um conhecimento a priori da realidade, mas que tal conhecimento nos diz algo sobre a estrutura da realidade, não se reduzindo a um conhecimento apenas subjetivo, mas objetivo e intersubjetivo. Entre os filósofos preferidos, encontram-se Georg W. F. Hegel, Platão, Immanuel Kant (especialmente no campo da ética), Hans Jonas, Max Scheler e G. Leibniz.. 
É de grande importância, em seu pensamento, o realismo dos valores, ou seja, a ideia de que os valores possuem uma objetividade independente do intelecto humano - seja individual, seja coletivo. O bem, por exemplo, não é apenas uma construção social, mas transcende as mentes humanas e é um horizonte a que aspiramos atingir mediante o progresso moral da humanidade no curso da história. Max Scheler é uma fonte de inspiração em sua reflexão sobre valores. Sua postura idealista objetiva é compatível com o realismo dos valores e com sua intenção anticonstrutivista: existe uma razão objetiva, que transcende as individuais, e é fonte dos valores. Há estudos sobre a valorização da natureza e seu vínculo com a tradição idealista objetiva, inclusive. 
Os temas de sua investigação envolvem a crise ecológica, a política no mundo contemporâneo e as questões éticas do mundo atual, tais como o problema do terceiro mundo e a crise da cultura humanista. Recentemente, o filósofo tem se dedicado a temas de estética, destacando-se sua teoria do dialogo filosófico e sua análise de filmes de Eric Rohmer.

### Algumas Obras
- Wahrheit und Geschichte. Studien zur Struktur der Philosophiegeschichte unter paradigmatischer Analyse der Entwicklung von Parmenides bis Platon. Stuttgart/ Bad Cannstatt 1984, ISBN 3-7728-0889-1.
- Hegels System. Der Idealismus der Subjektivität und das Problem der Intersubjektivität. 2 volumes. Meiner, Hamburg 1987, ISBN 3-7873-0705-2, ISBN 3-7873-0706-0.
- Die Krise der Gegenwart und die Verantwortung der Philosophie. Transzendentalpragmatik, Letztbegründung, Ethik. München: Verlag C. H. Beck, 1990, ISBN 3-406-39274-1.
- Philosophie der ökologischen Krise. Moskauer Vortrage. München: Verlag C. H. Beck, 1991, ISBN 3-406-38368-8.
- Philosophiegeschichte und objektiver Idealismus. München: Verlag C. H. Beck, 1996, ISBN 3-406-39259-8.
- Moral und Politik. Grundlagen einer Politischen Ethik für das 21. Jahrhundert. München: Verlag C. H. Beck, 1997, ISBN 3-406-42797-9
- Die Philosophie und die Wissenschaften. München: Verlag C. H. Beck, 1999, ISBN 3-406-42109-1
- Darwin. (zusammen mit Christian Illies), Freiburg/ Basel/ Wien 1999, ISBN 3-7661-6660-3. (Tradução em inglês: Darwinism & philosophy. Notre Dame, Ind.: University of Notre Dame Press, 2005. ISBN 0268030723).
- Woody Allen. Versuch über das Komische. München 2001, ISBN 3-423-34254-4
- Das Café der toten Philosophen. Ein philosophischer Briefwechsel für Kinder und Erwachsene. (zus. mit Nora K.), 2. Auflage. München 2001, ISBN 3-406-47574-4.

- Philosophie und Öffentlichkeit. Würzburg 2003, ISBN 3-8260-2445-1.
- Platon interpretieren. Paderborn 2004, ISBN 3-506-71688-3.
- Der philosophische Dialog. München 2006, ISBN 3-406-54219-0.
- Vernunft an die Macht: Streitgespräch zwischen Boris Groys und Vittorio Hösle. Berlin / Wien: Turia & Kant 2011, ISBN 978-3-85132-653-6.
- Eine kurze Geschichte der deutschen Philosophie. Rückblick auf den deutschen Geist. Beck, München 2013, ISBN 978-3-406-64864-9
- God as Reason: Essays in Philosophical Theology. Notre Dame: University of Notre Dame Press, 2013, ISBN 026-803-098-7.
- Kritik der verstehenden Vernunft. Eine Grundlegung der Geisteswissenschaften. München: Verlag C. H. Beck, 2018, ISBN 978-3406725883.
- Globale Fliehkräfte – eine Geschichtsphilosophische Kartierung der Gegenwart. 20213 Freiberg/München: Verlag Karl Alber/Verlag Herder GmbH, ISBN 9786555042207.
- Mit dem Rücken zu Russland: Der Ukrainekrieg und die Fehler des Westens. Baden-Baden: Karl Alber Verlag, 2022, ISBN 9783495999400 (impresso) e ISBN 9783495999417 (ePDF).

### Livros traduzidos para o português
- K., Nora; HÖSLE, Vittorio. O café dos filósofos mortos. São Paulo: Ed. Angra, 2001, ISBN 8585969288
- HÖSLE, Vittorio. Interpretar Platão. Trad. A. C. P. de Lima. São Paulo: Edições Loyola, 2008,(Leituras filosóficas) ISBN 9788515035298.
- HÖSLE, Vittorio. O sistema de Hegel: o idealismo da subjetividade e o problema da intersubjetividade. Trad. A. C. P. de Lima. São Paulo: Loyola, 2007, ISBN 9788515032778.
- HÖSLE, Vittorio. Filosofia da crise ecológica: conferências moscovitas. Trad. G. A. Assumpção. São Paulo: Liber Ars, 2019, ISBN  978-85-9459-189-0.
- HÖSLE, Vittorio. Deus enquanto razão: ensaios sobre teologia filosófica. Trad. G. A. Assumpção. São Paulo: Edições Loyola, 2022, ISBN 9786555041422.
- HÖSLE, Vittorio. Forças centrífugas globais: um mapeamento do presente a partir da filosofia da história. Trad. G. A. Assumpção. São Paulo: Edições Loyola, 2022, ISBN 9786555042207.

### Artigos e capítulos de livros traduzidos para o português
- "Filosofia na era da Superinformação, ou: o que devemos ignorar para conhecer o que realmente importa".
- HÖSLE, Vittorio (2003). "Grandeza e limites da filosofia prática de Kant". 48 n. 1. [S.l.]: Veritas,. pp. 99–119
- "O terceiro mundo como um problema filosófico".
- "Pode-se fazer um relato plausível da história da ética? Uma alternativa a After Virtue de MacIntyre".
- Assumpção, G. A., & Rodrigues da Costa, D. (2022). Da teoria da Trindade de Agostinho à de Hegel. Aufklärung: Revista De Filosofia, 9(2), p.133–154. https://doi.org/10.18012/arf.v9i2.60498
- ESTRABÔNIA. UM DIÁLOGO SOBRE RELIGIÃO. Trad. G. A. Assumpção. https://doi.org/10.36592/9786581110499-11 In: GONZAGA, D. de; OLIVEIRA, N. de; TAUCHEN, J. (orgs.). Ética, Libertação e Direitos Humanos: Festschrift for Manfredo Araújo de Oliveira.  Porto Alegre, RS: Editora Fundação Fênix, 2021, p. 261-287. DOI https://doi.org/10.36592/9786581110499, ISBN 9786581110499.
- As ciências humanas enquanto tarefa religiosa: Lessing, Hamman, Herder, Schiller, o Primeiro Romantismo e Wilhelm von Humboldt. Trad. G. Otte. In: GUIMARÃES, B.; ASSUMPÇÃO, G. A.; OTTE, G. (Orgs.) O Romantismo Alemão e seu legado. São Paulo: LiberArs, 2023, p. 129-140.